# Drostambt
Het drostambt was een bestuursstructuur uit de middeleeuwen, gebaseerd op het plaatselijk geldend leenstelsel. Het woord ambt was een afgeleide van ambacht, een bestuurs- en rechtsgebied. Invulling van de structuur hing af van de tussen de grondbezitter (heer) en bewoners gemaakte afspraken. Aan het hoofd stond veelal de drost of drossaard.
Voorbeelden van een historisch drostambt zijn het drostambt Salland, het drostambt Twente en de landstreek Oldamt in de provincie Groningen. Onder een drostambt konden meerdere schout- of richterambten vallen.
In de twintigste eeuw is het nog gebruikt voor Nederlandse gebieden die niet onder een gemeente ingedeeld waren, zoals tussen 1949 en 1963 het drostambt Tudderen en drostambt Elten. De Zuidelijke IJsselmeerpolders werden tot 1996 bestuurd door een landdrost.